# Alberto VII di Meclemburgo-Güstrow
Alberto VII di Meclemburgo-Güstrow (Wismar, 25 luglio 1486 – Schwerin, 5 gennaio 1547) fu duca di Meclemburgo-Güstrow dal 1503 fino alla sua morte.

## Biografia
Alberto era figlio di Magnus II e di Sofia di Pomerania.
Alla morte del padre, gli succedette insieme al fratello Enrico V. Con un successivo contratto i due fratelli divisero il ducato in due territori distinti. Alberto ebbe il Meclemburgo-Güstrow, mentre Enrico ebbe il Meclemburgo-Schwerin.
Cercò di vantare diritti sulla successione alla corona svedese, in quanto membro della casata di Meclemburgo che aveva regnato in Svezia con Alberto.
Nel corso del cosiddetto "Confronto del Feudo dei Conti", Lubecca coinvolse il duca Alberto nella loro alleanza, offrendogli la corona danese. Re Cristiano III di Danimarca ad ogni modo tentò di tener duro sul proprio trono: Cristoforo di Oldenburg e il duca Alberto vennero assediati a Copenaghen 1535-1536 sino alla loro capitolazione.

## Matrimonio ed eredi
Il 17 gennaio 1524 sposò Anna di Brandeburgo, figlia di Gioacchino I di Brandeburgo, da cui ebbe dieci figli:
- Magnus (nato e morto nel 1524);
- Giovanni Alberto I (1525-1576);
- Ulrico III (1527-1603), duca di Meclemburgo-Güstrow;
- Giorgio (1528-1555);
- Anna (1533-1602), sposò Gottardo Kettler;
- Ludovico (nato e morto nel 1535);
- Giovanni (nato e morto nel 1536);
- Cristoforo (1537-1592);
- Carlo (1540-1610).

## Ascendenza
|                                    |                                   |                                 | Genitori                       |  |  | Nonni |  |  | Bisnonni                            |  |  | Trisnonni                        |  |
|                                    |                                   |                                 |                                |  |  |       |  |  | Giovanni IV di Meclemburgo-Schwerin |  |  | Magnus I di Meclemburgo-Schwerin |  |
|                                    |                                   |                                 |                                |  |  |       |  |  | Giovanni IV di Meclemburgo-Schwerin |  |  | Magnus I di Meclemburgo-Schwerin |  |
|                                    |                                   | Elisabetta di Pomerania-Wolgast |                                |  |  |       |  |  | Giovanni IV di Meclemburgo-Schwerin |  |  |                                  |  |
| Enrico IV di Meclemburgo-Schwerin  |                                   |                                 |                                |  |  |       |  |  | Giovanni IV di Meclemburgo-Schwerin |  |  |                                  |  |
|                                    |                                   | Caterina di Sassonia-Lauenburg  | Eric IV di Sassonia-Lauenburg  |  |  |       |  |  |                                     |  |  |                                  |  |
|                                    |                                   | Caterina di Sassonia-Lauenburg  | Eric IV di Sassonia-Lauenburg  |  |  |       |  |  |                                     |  |  |                                  |  |
|                                    |                                   | Caterina di Sassonia-Lauenburg  | Sofia di Braunschweig-Lüneburg |  |  |       |  |  |                                     |  |  |                                  |  |
| Magnus II di Meclemburgo-Schwerin  |                                   | Caterina di Sassonia-Lauenburg  |                                |  |  |       |  |  |                                     |  |  |                                  |  |
|                                    |                                   | Federico I di Brandeburgo       | Federico V di Norimberga       |  |  |       |  |  |                                     |  |  |                                  |  |
|                                    |                                   | Federico I di Brandeburgo       | Federico V di Norimberga       |  |  |       |  |  |                                     |  |  |                                  |  |
|                                    |                                   | Federico I di Brandeburgo       | Elisabetta di Meißen           |  |  |       |  |  |                                     |  |  |                                  |  |
| Dorotea di Brandeburgo             |                                   | Federico I di Brandeburgo       |                                |  |  |       |  |  |                                     |  |  |                                  |  |
|                                    |                                   | Elisabetta di Baviera-Landshut  | Federico di Baviera-Landshut   |  |  |       |  |  |                                     |  |  |                                  |  |
|                                    |                                   | Elisabetta di Baviera-Landshut  | Federico di Baviera-Landshut   |  |  |       |  |  |                                     |  |  |                                  |  |
|                                    |                                   | Elisabetta di Baviera-Landshut  | Isabella d'Aragona             |  |  |       |  |  |                                     |  |  |                                  |  |
| Alberto VII di Meclemburgo-Güstrow |                                   | Elisabetta di Baviera-Landshut  |                                |  |  |       |  |  |                                     |  |  |                                  |  |
|                                    | Vartislao IX di Pomerania-Wolgast | …                               |                                |  |  |       |  |  |                                     |  |  |                                  |  |
|                                    | Vartislao IX di Pomerania-Wolgast | …                               |                                |  |  |       |  |  |                                     |  |  |                                  |  |
|                                    | Vartislao IX di Pomerania-Wolgast | …                               |                                |  |  |       |  |  |                                     |  |  |                                  |  |
| Eric II di Pomerania-Wolgast       | Vartislao IX di Pomerania-Wolgast |                                 |                                |  |  |       |  |  |                                     |  |  |                                  |  |
|                                    |                                   | Sofia di Sassonia-Lauenburg     | Eric IV di Sassonia-Lauenburg  |  |  |       |  |  |                                     |  |  |                                  |  |
|                                    |                                   | Sofia di Sassonia-Lauenburg     | Eric IV di Sassonia-Lauenburg  |  |  |       |  |  |                                     |  |  |                                  |  |
|                                    |                                   | Sofia di Sassonia-Lauenburg     | Sofia di Braunschweig-Lüneburg |  |  |       |  |  |                                     |  |  |                                  |  |
| Sofia di Pomerania-Wolgast         |                                   | Sofia di Sassonia-Lauenburg     |                                |  |  |       |  |  |                                     |  |  |                                  |  |
|                                    |                                   | Boghislao IX di Pomerania-Stolp | …                              |  |  |       |  |  |                                     |  |  |                                  |  |
|                                    |                                   | Boghislao IX di Pomerania-Stolp | …                              |  |  |       |  |  |                                     |  |  |                                  |  |
|                                    |                                   | Boghislao IX di Pomerania-Stolp | …                              |  |  |       |  |  |                                     |  |  |                                  |  |
| Sofia di Pomerania-Stolp           |                                   | Boghislao IX di Pomerania-Stolp |                                |  |  |       |  |  |                                     |  |  |                                  |  |
|                                    |                                   | Maria di Masovia                | Siemowit IV di Masovia         |  |  |       |  |  |                                     |  |  |                                  |  |
|                                    |                                   | Maria di Masovia                | Siemowit IV di Masovia         |  |  |       |  |  |                                     |  |  |                                  |  |
|                                    |                                   | Maria di Masovia                | Alessandra di Lituania         |  |  |       |  |  |                                     |  |  |                                  |  |
|                                    |                                   | Maria di Masovia                |                                |  |  |       |  |  |                                     |  |  |                                  |  |